# Pachyphytum hookeri
Pachyphytum hookeri är en fetbladsväxtart som först beskrevs av Salm-dyck, och fick sitt nu gällande namn av Alwin Berger. Pachyphytum hookeri ingår i släktet Pachyphytum och familjen fetbladsväxter. Inga underarter finns listade i Catalogue of Life.

## Bildgalleri

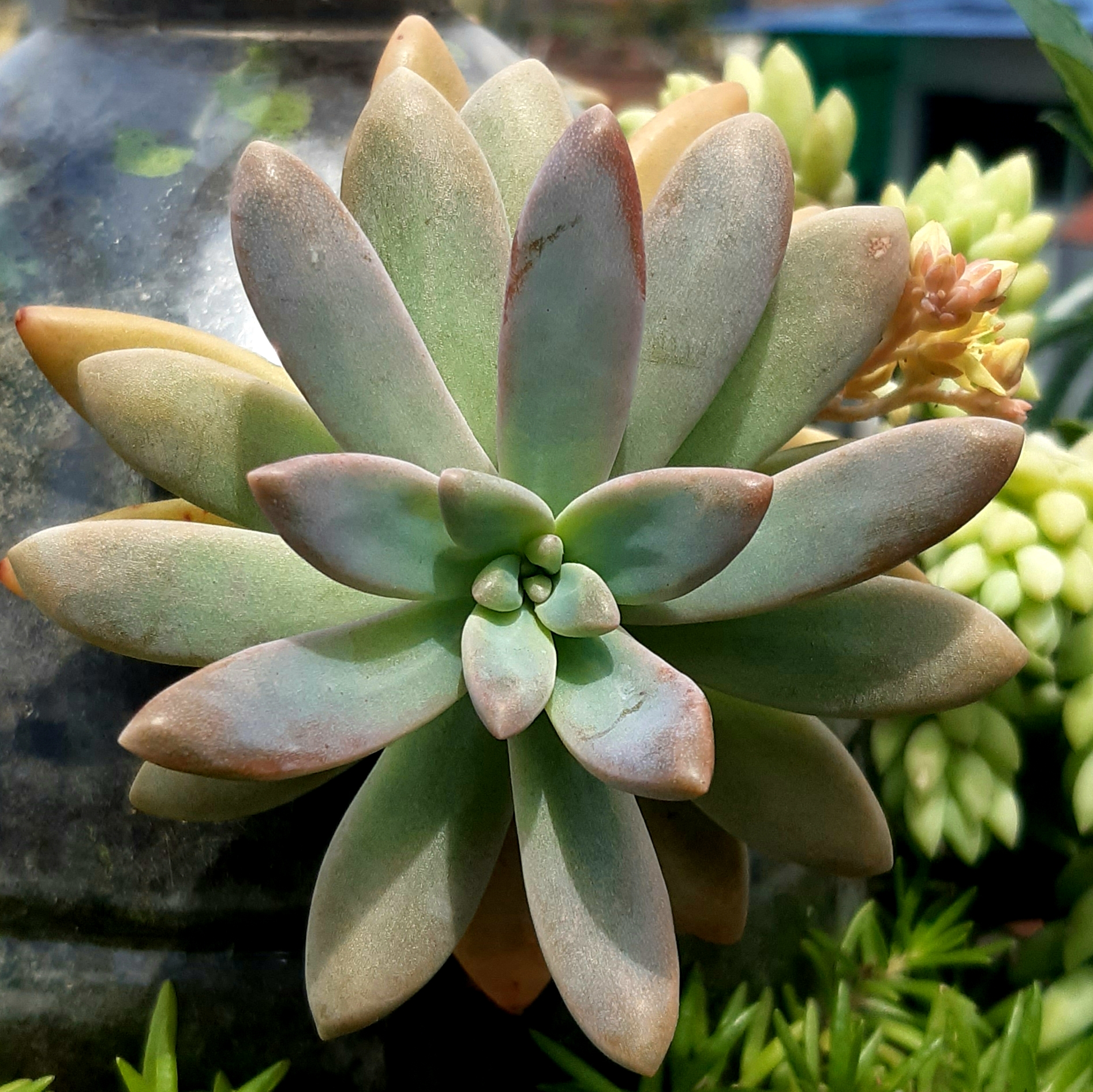
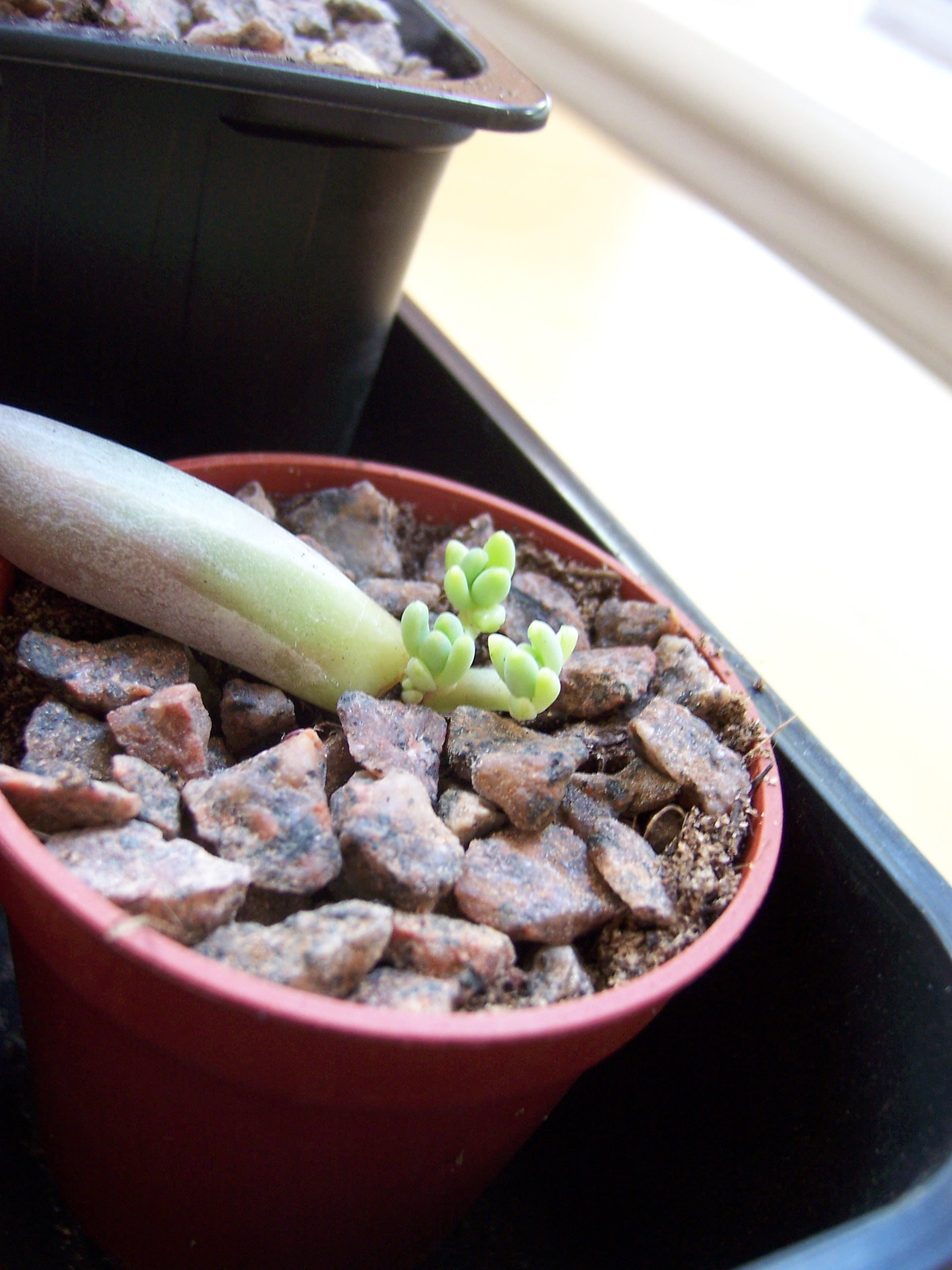